# 지혜준
지혜준(1995년 4월 26일 ~ )은 대한민국의 마술사이다. 2015년도에 10회 부산국제매직페스티벌 시니어 부문 1위를 차지하였으며 2018년 FISM 세계마술올림픽 한국 국가대표 마술사로 선발되었다. 현재는 앰비셔스 컴퍼니 대표로 활동 중에 있다.

## 학력
- 동아보건대학교 마술학과
- 경희사이버대학교 문화예술경영학과

## 경력
- 2018 FISM 한국 국가대표
- 2020 앰비셔스 컴퍼니 대표

## 수상 경력
- 2013 제3회 전주 청소년 마술대회 1위 대상 및 (장관상)
- 2013 제1회 대구 청소년 마술대회 1위 대상
- 2013 제9회 동아인재대학 전국청소년 마술경연대전 우승 1위
- 2014 일본 오사카 국제 마술대회 오오츠 컨벤션 2위
- 2014 제6회 방콕 국제 마술대회 1위 국제마술협회(IMS) 멀린상
- 2014 제1회 울산 국제 매직컨베이션 시니어 1위 grand prix
- 2015 제14회 니혼카이 일본 국제마술대회 3위
- 2015 제10회 부산국제매직페스티벌 시니어 BIMF 1위[1] 및 이탈리아 컨베이션 초청권 획득
- 2016 제13회 아시아월드매직쳄피언십 AMA winner 위너
- 2017 FISM ASIA 2018 세계 마술올림픽 출전권 획득
- 2018 FISM 부산 세계마술올림픽 한국대표 출전[2]

## 출연

### 공연
- 2020 부산 영화의전당 기획공연 더 하우스
- 2020 안산 문화예술의전당 해돋이극장 기획공연 스냅
- 2020 기획공연 스냅 (화성아트홀)
- 2016 마술공연 매지션스드림 연출 및 총감독

### 방송
- 2016년 전주 MBC 어린이날 특집 매직월드 출연
- 2016년 부산 KBS 부산국제매직페스티벌 출연
- 2021년 YTN 사이언스 360도로 보면 보인다 출연